# Marsianischer Zeitsturz
Marsianischer Zeitsturz (im engl. Original Martian Time-Slip) ist  ein Science-Fiction-Roman des US-amerikanischen Schriftstellers Philip K. Dick aus dem Jahr 1964. Der Roman spielt in einer menschlichen Kolonie auf dem Mars und behandelt Themen wie Geisteskrankheit, die Wahrnehmung von Zeit und die Gefahren, die von einer zentralstaatlichen Verwaltung ausgehen. 
Der Roman ist eine Erweiterung von Dicks Novelle All We Marsmen, die in drei Teilen im August, Oktober und Dezember 1963 im Worlds of Tomorrow-Magazin erschien. Die Figur des Manfred Steiner ähnelt der des Tim in Philip K. Dicks 1954 erschienener Kurzgeschichte A World of Talent, die zuerst im Magazin Galaxy erschien.

## Rahmen
Der Roman spielt im Jahr 1994, einige Jahre nach der Errichtung der ersten menschlichen Kolonien auf dem Mars. Viele Kolonien leiten sich von den Nationalstaaten der Erde ab. Diejenigen Israels und der Vereinigten Staaten sind die größten. Alle Kolonien stehen unter der Verwaltung der United Nations. Die U.N. strebt eine autarke Marszivilisation an, um im Fall eines Atomkriegs auf der Erde, der dort alles Leben beenden würde, überlebensfähig zu sein.
Da Wasser auf dem Mars sehr kostbar ist, sind die meisten Häuser an Kanälen angelegt. Der Wasserverbrauch wird streng kontrolliert. Arnie Kott, Vorsitzender der Kanalarbeitergilde, ist einer der mächtigsten Männer auf dem Mars.
Die eingeborene Bevölkerung des Mars ist eine menschenähnliche, dunkelhäutige Spezies, die von den Kolonisten Bleichmänner genannt wird. Sie leben als Jäger und Sammler und halten an alten religiösen Glaubensvorstellungen fest, weshalb die Kolonisten die Bleichmänner als primitive Wilde betrachten. Die Menschen der Erde und die Bleichmänner des Mars sollen gemeinsame Vorfahren haben.
Der Mars im Roman erinnert stark an Central Australia, das ebenfalls ein arider Ort und Heimat einer alten Spezies (Bleichmänner im Roman, Aborigines in Australien) mit tiefem Bewusstsein für Geschichte, reicher Mythologie und heiligem Ort („Schmutziger Knorren“ im Roman, Ayers Rock in Australien) ist.
Die Personen im Roman sind oft auf eine Art und Weise miteinander verbunden, die ihnen selbst nicht klar ist. Dies ist ein Markenzeichen von Philip K. Dick, wie es zum Beispiel auch in Das Orakel vom Berge vorkommt. Jack Bohlens Nachbarn sind die Steiners. Norbert Steiner, der Vater von Manfred, handelt mit Lebensmitteln und schmuggelt dazu Delikatessen von der Erde auf den Mars. Seitens der U.N. ist das allerdings verboten, da so die angestrebte Autarkie des Planeten ausgehöhlt wird.
Manfred, sein autistischer Sohn, lebt in einem Heim für abnorme Kinder im Camp Ben-Gurion der israelischen Kolonie, welches die U.N. schließen will. Dort lebt auch der Sohn von Anne Esterhazy und ihrem Ex-Mann Arnie Kott, mit dem sie nach wie vor ein halbwegs freundschaftliches Verhältnis pflegt. Anne setzt sich für das Camp Ben-Gurion ein, während Arnie es am liebsten schließen würde, weil es neue Kolonisten abschreckt und damit seiner Vision eines ‚reinen‘ Mars zuwiderläuft. Manfred, der wegen seines Autismus keinen Anteil am normalen Leben nimmt, kommuniziert nur mit den eingeborenen Bleichmännern, insbesondere mit Heliogabalus, Kotts zahmem Bleichmann und Hausdiener.
Otto Zitte, Norbert Steiners Mechaniker, versucht nach dem Tod von Steiner dessen Geschäft zu übernehmen. Dabei verführt er Jacks Frau Sylvia, während Jack zur selben Zeit eine Affäre mit Doreen Anderton, Arnie Kotts Geliebter, hat.

## Handlung
Jack Bohlen ist ein Mechaniker, der auf den Mars emigriert ist, um seinen Ausbrüchen von Schizophrenie zu entkommen. Er lebt mit seiner Frau Sylvia und seinem Sohn David an einem der Mars-Kanäle. Später kommt Jack Bohlens Vater Leo zu Besuch, der im Franklin D. Roosevelt-Gebirge ein scheinbar wertloses Stück Land erwerben will, um Spekulationsgewinn zu erzielen. Leo hat einen Insider-Tipp erhalten, wonach die U.N. dort einen riesigen Wohnkomplex, den AM-WEB, bauen wollen. "AM-WEB" steht dabei für die Zeile Alle Menschen werden Brüder aus Friedrich Schillers Gedicht An die Freude.
Bohlen, der für seinen Arbeitgeber Herrn Lee  mit dem Hubschrauber unterwegs ist, hört einen Notruf und eilt einer Gruppe von Bleichmännern zur Hilfe, die in der Wüste ohne Wasser unterwegs sind. Als er gelandet ist und die Bleichmänner fürs Erste versorgt hat, landet ein weiterer Hubschrauber. Dieser gehört Arnie Kott, dem Vorsitzenden der Kanalarbeitergilde. Kott, dessen Pilot gegen seinen Willen, aber gemäß der U.N.-Vorschriften gelandet ist, gibt deutlich zu verstehen, dass er nichts davon hält, den Bleichmännern zu helfen. Darauf sagt Bohlen Kott die Meinung, was jenen sehr erregt.
Nachdem Kott seine Ex-Frau Anne Esterhazy wegen ihres eigenen "abnormen" Kindes besucht hat, erfährt Kott von einer neuen Theorie von Dr. Milton Glaub, einem Psychotherapeuten in Camp Ben-Gurion, einer Einrichtung für Kinder mit Tiefgreifender Entwicklungsstörung. Die Theorie besagt, dass die Geisteskrankheit des Autismus möglicherweise nur auf einer geänderten Zeitwahrnehmung beruht. Kott beginnt daraufhin, sich für das autistische Kind Manfred Steiner zu interessieren. Er hofft mit dessen Hilfe und der Theorie von Glaub die Zukunft vorhersagen zu können, was er für seine geschäftlichen Interessen nutzen will. Da Kott von seiner Ex-Frau weiß, dass Camp Ben-Gurion geschlossen werden soll, bietet er Glaub an, sich um den Jungen zu kümmern. Manfred hat Angst vor einer Zukunft, die nur er sehen kann: In ihr ist das Gebiet der FDR-Berge öde und von Menschen fast verlassen, der AM-WEB-Komplex ist verfallen und ein Aufbewahrungsort für Personen, die nur noch mit lebenserhaltenden Maßnahmen vor sich hinvegetieren, darunter er selbst.
Kott engagiert Bohlen und beauftragt ihn, eine Audio- und Video-Kammer zu konstruieren, mit der Manfreds Zeitwahrnehmung mit der Zeitwahrnehmung "normaler" Menschen synchronisiert werden kann. Als angenehmen Nebeneffekt plant Kott, Rache an Bohlen für sein vorlautes Verhalten bei der Hilfsaktion für die Bleichmänner zu nehmen. Bohlen beginnt, sich für Manfred zu interessieren, aber dessen Gegenwart und der zunehmende Stress seiner Aufgabe lösen in ihm Rückfälle in seine Schizophrenie aus. Unterstützung erhält er von Kotts Geliebter Doreen Anderton, mit der Bohlen ein Verhältnis beginnt.
Eine der Aufgaben von Bohlen ist es, die Lehrmaschinen an der Schule (International School) zu reparieren. Die Lehrmaschinen haben die Form von historischen Persönlichkeiten und verstören Bohlen sehr, denn sie erinnern ihn an einen schizoiden Anfall, als er meinte, hinter den Gesichtern von Personen Maschinen erkennen zu können. Als er bei einer späteren Gelegenheit Manfred mit zur Schule bringt, beginnen sich die Maschinen seltsam zu verhalten, denn Manfred ändert anscheinend ihre Realität. Bohlen wird gebeten, Manfred aus der Schule zu entfernen.
Heliogabalus, Kotts gezähmter Bleichmann, ist die einzige Person, die mit Manfred kommunizieren kann. Für Manfred scheinen alle anderen Menschen in einer seltsamen Welt mit zerrissener Zeit zu leben, in der sie an einem Ort verschwinden und an einem anderen wieder auftauchen und sich generell in einer sprunghaften, unkoordinierten Art bewegen. Heliogabalus hingegen bewegt sich geschmeidig und anmutig und kann anscheinend ohne Worte mit Manfred kommunizieren.
Das Ereignis des Romans, das die weitere Handlung erst auslöst, ist der Selbstmord von Manfred Steiners Vater Norbert, der Arnie Kott mit Manfred in Verbindung bringt und Otto Zitte, den Gehilfen von Steiner, seiner Existenzgrundlage beraubt.
Es kommt zu einem Treffen zwischen Kott, Bohlen, Anderton und Manfred Steiner im Haus von Kott. Die Szene spielt sich drei Mal ab, bevor sie ein letztes Mal passiert. Sie wird zuerst eher aus Bohlens Sicht, dann aber mehr und mehr durch Manfreds Augen geschildert. Von Mal zu Mal werden die Ereignisse surrealer und die Wahrnehmungen halluzinatorischer. Als die Szene schließlich den entscheidenden Punkt erreicht, vor dem Bohlen sich fürchtet, weil er den Ausgang vorausgeahnt hat, erlebt er ihn gar nicht bewusst selbst. Seine Wahrnehmung endet, als er mit Doreen zu Hause bei Kott ankommt, und beginnt erst wieder, als sie Kott verlassen. Er erinnert sich mit ihrer Hilfe an den Abschied, der oberflächlich zwar freundlich schien, aber nur verbarg, dass er und Kott eigentlich Gegner sind.
Von Kott unter Druck gesetzt, offenbart Heliogabalus, dass der heilige Fels der Bleichmänner, "Schmutziger Knorren", als ein Portal zur Zeitreise genutzt werden könne, und dass Manfred in der Lage wäre, es zu öffnen. Kott hat zwei Ziele, die er mit einer Zeitreise erreichen will: Rache an Jack Bohlen und die Beanspruchung des Landes in den FDR-Bergen, bevor Bohlens Vater dies tut. Manfred soll zum Dank zur Erde geschickt werden, um ihm die von ihm gefürchtete Zukunft zu ersparen. 
Kott sucht mit Manfred Steiner den Schmutzigen Knorren auf und findet dort eine Höhle vor, in der er nach den Anweisungen Heliogabals verfährt. Er reist in der Zeit zurück und findet sich in dem Moment, in dem er auch im Roman zum ersten Mal auftrat: als er das Badehaus im Gebäude der Kanalarbeitergilde verlässt. Er versucht, seine vorherigen Handlungen zu ändern, kämpft aber gleichzeitig mit verstörenden Störungen in seiner Wahrnehmung. Er versucht, in die FDR-Berge zu kommen, um dort Land zu reklamieren, wozu er einen Pfahl einpflanzen muss. Allerdings wird beim Flug in die Berge ein Notfall einer Gruppe von Bleichmännern gemeldet und sein Pilot landet, um Hilfe zu leisten – genau wie es ursprünglich passiert war. Er trifft Bohlen wieder und versucht jetzt, ihn zu erschießen, wird aber vom Giftpfeil eines Bleichmannes getötet.
Kott erwacht aus seiner Zeitreise und erkennt, dass er gescheitert ist. Er entscheidet sich, sein Vorhaben komplett aufzugeben, Doreen zu verlassen, Bohlen in Frieden zu lassen und dennoch Manfred zu helfen, der seit der Zeitreise verschwunden ist. Als er die Höhle im Schmutzigen Knorren verlassen hat, trifft er auf Otto Zitte. Zitte, ein Mitarbeiter in Norbert Steiners Schwarzhandel-Gewerbe, hat nach Steiners Tod dessen Handel übernommen – und ist damit Kott in die Quere gekommen, der als Steiners bester Kunde nach dessen Tod selbst in das Geschäft eingestiegen ist. Kott hat Zittes Vorräte rauben, seine Basis und seine Transportrakete zerstören lassen und Zitte eine Nachricht hinterlassen. Zitte hat Kott zum Schmutzigen Knorren verfolgt, um sich zu rächen. Kott nimmt die Gefahr nicht ernst, da er sich in einer weiteren Halluzination Manfreds wähnt. Bohlen und Doreen landen mit Kotts Hubschrauber und bringen den von Zitte angeschossenen Kott zurück in die Siedlung. Kott stirbt auf dem Weg und erkennt bis zum Ende nicht die Realität der Ereignisse.
Bohlen und Doreen erkennen, dass ihre Beziehung keine Zukunft hat. Bohlen kehrt zu seiner Frau zurück, und obwohl auch diese (mit Otto Zitte) fremdgegangen ist, entscheiden sie sich, ihre Ehe weiterzuführen. Plötzlich erschüttert ein Schrei aus dem Haus der Steiners die Szene und die Witwe Steiner verschwindet schreiend in die Nacht. Als Bohlen und seine Frau das Haus betreten, sehen sie Manfred, alt, an zahlreiche Schläuche angeschlossen und von Bleichmännern begleitet, in einem Rollstuhl sitzen. Nachdem Manfred den Schmutzigen Knorren verlassen hat, hat er sich einer Gruppe von Bleichmännern angeschlossen und sich so vor der gefürchteten Zukunft im AM-WEB gerettet. Er ist in der Zeit zurück gereist, um seine Familie zu sehen und Jack Bohlen für seine Rettung zu danken.
Bohlen und sein Vater suchen im Dunkeln nach der Witwe Steiner.

## Hauptthemen

### Geisteskrankheit
Wie in vielen Romanen von Dick treten auch in Marsianischer Zeitsturz Charaktere auf, die als Geisteskranke oder als Savants betrachtet werden können. Jack Bohlen wird von seiner Schizophrenie belastet und glaubt, dass er durch sie die Ankunft robotischer Lehrmaschinen vorausgesehen hat. Manfred ist stärker betroffen. Er kann als Autist nicht mit seiner Umwelt kommunizieren. Philip K. Dick beschreibt Manfred Steiners Autismus als Ausprägung einer verzerrten Zeitwahrnehmung. Er kann Visionen aus der Zukunft nicht entkommen, die ihn krank und in einem verwahrlosten Gebäude vor sich hinvegetierend zeigen.
Die Vorstellung von Geisteskrankheit als eine Art von Präkognition, mit der die Betroffenen nicht fertig werden, ist wissenschaftlich nicht haltbar, sie ist aber ein zentrales Thema in den meisten Werken von Dick: Die Wahrnehmung einer Person kann sich von der Wahrnehmung einer anderen Person unterscheiden und die auf den ersten Blick fremdartigere Ansicht mag die „richtigere“ sein.
Dick legt dem Psychiater Dr. Milton Glaub Worte in den Mund, die nahelegen, dass Dick gewisse psychiatrische Theorien der Lächerlichkeit preisgeben will. Glaub gibt als Ursache für Probleme wie Autismus und Schizophrenie Verfehlungen der Eltern an, wie etwa eine beherrschende Mutter, verbunden mit Hinweisen auf Ausscheidungen und die überholte Klassifizierung von Personen in anal und oral. Den Gnadenstoß versetzt Dick diesen Theorien durch den Bleichmann Heliogabalus, der Arnie Kott erklärt, dass Psychoanalyse eine aufgeblasene Torheit sei. Von Arnie Kott gefragt warum, antwortet Heliogabalus mit Dicks wiederkehrendem Leitmotiv: Woher wissen wir, was normal ist?
Die Tatsache, dass Dick Deutsch konnte und Dr. Glaub auch im Original diesen Namen trägt, legt nahe, dass Dick ihn als Gläubigen gewisser Theorien darstellen wollte.

### Nicht-lineare Zeit
In Marsianischer Zeitsturz wird die Idee vertreten, dass der Fluss der Zeit sich ändern oder sogar von Ort zu Ort umgekehrt werden kann. Zeit ist auf dem Mars dehnbarer als auf der Erde oder es gibt zumindest Zeitportale und -schleifen auf dem Mars.
Die Bleichmänner wissen anscheinend schon lang um die speziellen Bedingungen von Zeit auf dem Mars. Ihr nicht-lineares Verständnis von Zeit gehört zu ihren Glaubensgrundsätzen. Dies mag auch erklären, warum die genetisch den Menschen sehr ähnlichen Bleichmänner technologisch weit weniger fortgeschritten sind: Zeit hat für sie keinen linearen Fluss, weshalb die Idee des Fortschritts für sie fremd ist.

### Gefahren zentralstaatlicher Verwaltung
Autoritätspersonen werden überwiegend als übelwollende oder zumindest unüberlegt handelnde Figuren dargestellt. Das beste Beispiel dafür ist Arnie Kott, der große Anstrengungen auf sich nimmt, um seine Macht zu erhalten und zu erweitern.
Ein weiteres Beispiel sind die Vereinten Nationen. Die Organisation herrscht über den Mars, aber ihre Beschlüsse sind selten vorteilhaft für dessen Bewohner. Um die Kolonien autark zu machen, haben die Vereinten Nationen einen Bann über Nahrungsmittelimporte verhängt, der aber einen blühenden Schwarzmarkt für gehobene Produkte der Erde wie Austern und Kaviar zur Folge hat. Um den Genpool der Kolonie zu verbessern, ziehen die Vereinten Nationen die Hinrichtung aller Kinder in Camp Ben-Gurion in Betracht. Der Plan, in den Franklin D. Roosevelt-Bergen riesige Appartementkomplexe zu bauen, ist zum Scheitern verurteilt, was sich in Manfreds Visionen zeigt: Die Ruinen werden letztlich dazu benutzt, kranke Menschen vor sich hinvegetieren zu lassen.
Eine vergleichbare Geschichte einer von der Erde ausgehenden Verwaltung einer außerweltlichen Kolonie wird in dem etwa zur gleichen Zeit entstandenen Roman Revolte auf Luna von Robert A. Heinlein erzählt.

### Deutsche Ausgaben
- Philip K. Dick: Mozart für Marsianer (dt. von Renate Laux). Insel Verlag: Frankfurt am Main (1973). ISBN 3-458-05857-5
- Philip K. Dick: Marsianischer Zeitsturz (dt. von Michael Nagula). Heyne: München (2002). ISBN 978-3-453-21726-3
- Philip K. Dick: Marsianischer Zeitsturz (dt. von Michael Nagula). Fischer Klassik: Frankfurt am Main (2014). ISBN 978-3596905638

### Englische Ausgabe
- Philip K. Dick: Martian Time-Slip. Gollancz:  London (2007). ISBN 978-0-57507-996-0